# Запорізька Балка
Запорізька Ба́лка — село в Україні, у Томаківській селищній громаді Нікопольського району Дніпропетровської області. Населення становить 132 особи. До 2016 року орган місцевого самоврядування — Володимирівська сільська рада.

## Географія
Село Запорізька Балка розташоване за 96 км від обласного центру та 71 км від районного центру. Найближчі населені пункти: Новомихайлівка, Ганнівка та Уділенське Запорізького району (за 1 км). Селом тече пересихаючий струмок із загатою.

## Історія
18 серпня 2016 року, в ході децентралізації, Володимирівська сільська рада об'єднана з Томаківською селищною громадою.
17 липня 2020 року, в результаті адміністративно-територіальної реформи та ліквідації Томаківського району, село увійшло до складу новоутвореного Нікопольського району.